# Luisa Melzi d'Eril
Pour les articles homonymes, voir Melzi.
Luisa Melzi d'Eril (1822 - 1868), fille de Anton Brignole Sale et sœur de Maria Brignole Sale De Ferrari, duchesse de Galliera, est une aristocrate italienne du XIXe siècle appartenant à la  famille Brignole. 

## Biographie
Luisa Brignole Sale épouse Luigi Melzi d'Eril (1820 - 1886), petit-fils de Francesco Melzi d'Eril, vice-président de la République italienne et duc de Lodi.